# Токарев, Иван Иванович
То́карев Ива́н Ива́нович — городской голова города Красноярск в 1882—1884 гг.
Родился (около 1823 г.) в деревне Кускун в нескольких километрах от Красноярска в крестьянской семье. В 1843 году семья переезжает в село Частоостровское Красноярского уезда.
Ивана Ивановича вначале назначают писарем, затем волостным головою. Токарев И. И. становится купцом, финансирует Частоостровскую церковь. В 1858 году жители Частоостровского избирают его церковным старостой. Внёс 1500 рублей на строительство храма в Барабаново и на служение нового прихода.
В 1861 году Токарев за свой счет строит в селе Частоостровском здание для приходского училища. За это он был награждён серебряной медалью на Анненской ленте.
С 1867 по 1882 г. был почетным старостою красноярского Владимирского приюта. Токарев И. И. пожертвовал на нужды воспитанников приюта 4000 рублей. За добровольные пожертвования в пользу приюта Токарева в 1875 году наградили медалью на Станиславской ленте.
В 1877 году жертвует 5000 рублей на строительство церкви в Мунозерском приходе Петрозаводского уезда Олонецкой епархии. 3а это в 1878 году его наградили орденом Св. Анны 3-й степени.
В 1879 году Токарев И. И. становится купцом первой гильдии. В 1881 году Святейший Синод представляет его к награждению орденом Св. Станислава 2-й степени. За свою благотворительную деятельность Токарев имел 2 грамоты от Святейшего Синода и 10 благодарственных свидетельств от архипастырей Томска и Красноярска.
В 1882 году Токарев избран на должность городского головы г. Красноярск.
18 февраля 1883 года Иван Иванович вступает в управление городом. Свои обязанности городского головы Токарев исполнял бесплатно, как тогда говорили «должность без содержания». В это же время он был старостою кафедрального собора в Красноярске.
В марте 1883 года в Красноярске был введен ночной караул, что позволило снизить уровень преступности в городе.
В мае 1883 года Токарев уезжает в Москву для участия в коронации Александра III. В Москве ему вручается ещё одна награда — орден Св. Анны 2-й степени.
Токарев часто болел, три месяца провел на Кавказских минеральных водах. 27 июня 1884 года Иван Иванович умер.